# آغ‌بلاغ (خلخال)
آقبلاغ به معنی چشمه سپید روستاهای است از توابع دهستان سنجبد شرقی در بخش مرکزی شهرستان خلخال استان اردبیل واقع شده است.موقعیت جغرافیایی روستای اقبلاغ کرد:
روستای اقبلاغ کرد از روستاهای استان اردبیل از توابع دهستان سنجبد شرقی در بخش مرکزی شهرستان خلخال واقع شده است. فاصله این روستا تا خلخال ۱۳کیلومتر و ارتفاع از سطح دریا ۲۱۰۰ متر است.
موقع ریاضی روستا:
روستای اقبلاغ کرد در شمال شهر خلخال در ۴۸ درجه، ۳۰ دقیقه، ۳۹ ثانیه طول جغرافیایی شرقی و ۳۷ درجه، ۴۸ دقیقه، ۳۸ ثانیه عرض جغرافیایی شمالی از نصف النهار گرینویچ قرار گرفته است.
موقع نسبی روستا:
منطقه مورد مطالعه از شمال به روستای کلستان از جنوب به روستای غفور اباد از جنوب شرقی به کالار و از غرب به روستای نواشنق محدود است.
زبان و مذهب:
قومیت اهالی ناحیه اقبلاغ کرد کرد زبان است و با گویش کرمانجی سخن می گویند اما در حال حاضر رواج تکلم به زبان فارسی در میان این منطقه معمول شده است چراکه مهاجرت آنها به شهرهای شمالی کشور از جمله تالش رضوانشهر(هشتپر) و کیاشهر در چند سال اخیر شدت یافته و همچنین وضعیت شغلی آنان( دوره گردی) ایجاب می کند که حداقل ۳ تا ۴ ماه از سال را مهاجرت کنند ، این امر را بیشتر کرده و این آشنایی به حدی در آنها مؤثر بوده که در انتخاب زبان فرزندان خود ، فارسی را به زبان مادری خود (کرمانجی) ترجیح می دهند.از این رو احتمال اینکه در منطقه در چند سال آینده زبان کرمانجی به کلی از بین رفته و به دست فراموشی سپرده شود، خیلی زیاد است. البته این امر در روستاهای بلوکانلو ، مصطفی لو، لنیر، کلستان، مورستان، آقبلاغ دیده می شود ولی این وضعیت در چهارآبادی پیرانلو، چلنبر، اردبیل و همچنین مهاجرت بیش از حد ساکنین آنها به مرکز شهرستان خلخال و دیگر نقاط ترک زبان، زبان ترکی شدید تر است.
لذا نفوذ زبان ترکی در این مناطق به حدی است که تنها بزرگان محل به زبان کردی آشنایی دارند و فقط در مواقع ضروری در معاشرت با دیگر افراد منطقه به آن زبان تکلم می کنند.تمام کرمانج ها خلخال از جمله روستای اقبلاغ کرد، به لحاظ مذهبی تماماً شیعه مذهبند.